# Iraota maecenas
Iraota maecenas is een vlinder uit de familie van de Lycaenidae. De wetenschappelijke naam van de soort is voor het eerst geldig gepubliceerd in 1793 door Fabricius.